# Breithauptit
Breithauptit, veraltet auch als Antimonnickel bekannt, ist ein eher selten vorkommendes Mineral aus der Mineralklasse der „Sulfide und Sulfosalze“ mit der idealisierten chemischen Zusammensetzung NiSb und damit chemisch gesehen Nickelantimonid. Als enge Verwandte der Sulfide werden die Antimonide in dieselbe Klasse eingeordnet.
Breithauptit kristallisiert im hexagonalen Kristallsystem und entwickelt meist dendritische bis derbe Mineral-Aggregate, selten aber auch nadelige bis dünntafelige Kristalle bis etwa einen Millimeter Größe. Das Mineral ist in jeder Form undurchsichtig (opak) und zeigt auf den Oberflächen hellkupferroten Kristalle und Aggregate einen metallischen Glanz. Auf der Strichtafel hinterlässt es einen rötlichbraunen Strich. Mit der Zeit dunkelt die Farbe des Minerals durch Anlaufen etwas nach und erhält einen schwachen violetten Schimmer.
Mit einer Mohshärte von 5,5 gehört Breithauptit zu den mittelharten Mineralen, die sich ähnlich wie das Referenzmineral Apatit (5) gerade noch von einem Messer ritzen lassen.

## Etymologie und Geschichte
Entdeckt wurde das Mineral erstmals im Bergbaurevier Sankt Andreasberg im Oberharz in Niedersachsen. Als Entdecker wird der Karl Volkmar aus Braunschweig genannt, der zu dieser Zeit in Göttingen studierte. Die Erstbeschreibung erfolgte 1833 durch Friedrich Stromeyer und Friedrich Hausmann, die das Mineral zunächst als Antimonnickel bezeichneten.
1840 erwähnte August Breithaupt in seinem Bericht Beiträge zur näheren Kenntniss einiger Kiese und der kiesbildenden Metalle, auch neue Isomorphieen, dass der Antimonnickel, den er selbst als antimonischen Pyrrhotin oder wie Stromeyer und Hausmann als Antimonnickel bezeichnete, von Julius Fröbel als Breithauptin bezeichnet wurde. Dies sei aber gegen seine Ansicht der Nomenklatur. Wilhelm Haidinger führte schließlich 1845 den bis heute gültigen Namen Breithauptit ein.

## Klassifikation
Bereits in der veralteten 8. Auflage der Mineralsystematik nach Strunz gehörte der Breithauptit zur Mineralklasse der „Sulfide und Sulfosalze“ und dort zur Abteilung der „Sulfide mit [dem Stoffmengenverhältnis] M(etall) : S(chwefel)r = 1 : 1“, wo er zusammen mit Achávalit (Achavalit), Freboldit, Imgreit (diskreditiert), Jaipurit, Kotulskit, Langisit, Nickelin, Pyrrhotin, Sederholmit, Smythit und Troilit die „NiAs-Reihe“ mit der System-Nr. II/B.09a bildete.
Im Lapis-Mineralienverzeichnis nach Stefan Weiß, das sich aus Rücksicht auf private Sammler und institutionelle Sammlungen noch nach dieser alten Form der Systematik von Karl Hugo Strunz richtet, erhielt das Mineral die System- und Mineral-Nr. II/C.20-30. In der „Lapis-Systematik“ entspricht dies der Abteilung „Sulfide mit [dem Stoffmengenverhältnis] Metall : S,Se,Te ≈ 1 : 1“, wo Breithauptit zusammen mit Freboldit, Hexatestibiopanickelit, Kotulskit, Langisit, Nickelin, Sederholmit, Sorosit, Stumpflit, Sudburyit und Vavřínit sowie im Anhang mit Cherepanovit, Polarit, Ruthenarsenit, Sobolevskit und Wassonit die „Nickelin-Gruppe“ bildet (Stand 2018).
Die seit 2001 gültige und von der International Mineralogical Association (IMA) bis 2009 aktualisierte 9. Auflage der Strunz'schen Mineralsystematik ordnet den Breithauptit ebenfalls in die Abteilung der „Metallsulfide, M : S = 1 : 1 (und ähnliche)“ ein. Diese ist allerdings weiter unterteilt nach den in der Verbindung vorherrschenden Metallen, so dass das Mineral entsprechend seiner Zusammensetzung in der Unterabteilung „mit Nickel (Ni), Eisen (Fe), Cobalt (Co) usw.“ zu finden ist, wo es zusammen mit Achávalit, Freboldit, Hexatestibiopanickelit, Jaipurit, Kotulskit, Langisit, Nickelin, Sederholmit, Sobolevskit, Stumpflit, Sudburyit, Vavřínit und Zlatogorit die „Nickelingruppe“ mit der System-Nr. 2.CC.05 bildet.
Auch die vorwiegend im englischen Sprachraum gebräuchliche Systematik der Minerale nach Dana ordnet den Breithauptit in die Klasse der „Sulfide und Sulfosalze“ und dort in die Abteilung der „Sulfidminerale“ ein. Hier ist er in der „Nickelingruppe (Hexagonal: P63/mmc)“ mit der System-Nr. 02.08.11 innerhalb der Unterabteilung der „Sulfide – einschließlich Seleniden und Telluriden – mit der Zusammensetzung AmBnXp, mit (m+n) : p = 1 : 1“ zu finden.

## Chemismus
Der idealen (theoretischen) Zusammensetzung von Breithauptit (NiSb) zufolge besteht das Mineral aus Nickel (Ni) und Antimon (Sb) im Stoffmengenverhältnis von 1 : 1, was einem Massenanteil (Gewichts-%) von 32,53 % Ni und 67,47 % Sb entspricht.
Mikrosondenanalysen an natürlichen Breithauptitproben aus der Typlokalität Sankt Andreasberg ergaben eine fast ideale Zusammensetzung. Proben aus der Hudson Bay Mine nahe der kanadischen Stadt Cobalt (Ontario) wiesen dagegen zusätzlich geringe Beimengungen an 0,59 Gew.-% Cobalt (Co), 0,58 Gew.-% Arsen (As) und 0,04 Gew.-% Eisen (Fe) auf.

## Kristallstruktur
Die Nickel- bzw. Antimonatome bilden im Breithauptit eine hexagonale, dichteste Kugelpackung in der Raumgruppe P63/mmc (Raumgruppen-Nr. 194) mit den Gitterparametern a = 3,95 Å und c = 5,15 Å, sowie zwei Formeleinheiten pro Elementarzelle (vgl. auch die analoge Struktur des Nickelarsenid).
Sowohl die Nickel-, als auch die Antimonatome sind sechsfach koordiniert. Während es sich beim Nickel um ein oktaedrisches Koordinationspolyeder handelt, ist es beim Antimon ein trigonales.
| Kristallstruktur von Breithauptit |
| - mit Blickrichtung parallel zur a-Achse - mit Blickrichtung parallel zur b-Achse - mit Blickrichtung parallel zur c-Achse - in der kristallographischen Standardausrichtung |
| Farbtabelle: _ Ni 0 _ Sb |

## Eigenschaften
Breithauptit ist löslich in Salpetersäure (HNO3) und Königswasser. Vor dem Lötrohr ist das Mineral nur schwer schmelzbar, aber es entsteht ein Beschlag aus Antimon.
Erzmikroskopisch ist Breithauptit durch seine satt rosa bis violette Farbe und sein hohes Reflexionsvermögen leicht von anderen Mineralen zu unterscheiden. Allenfalls eine Verwechslung mit Nickelin (Rotnickelkies) ist möglich. Des Weiteren lässt sich in Gefügeschliffbildern aufgrund des, durch wechselnde Gehalte an NiAs-Molekülen hervorgerufenen, zonaren Kristallaufbaus Reflexionspleochroismus oder auch Anisotropie-Effekte beobachten.

## Modifikationen und Varietäten
Als bisher einzige Varietät des Breithauptit ist der arsenhaltige Arit bekannt. Benannt wurde Arit nach dessen Typlokalität, der Ar-Mine bei Eaux-Bonnes im französischen im Département Pyrénées-Atlantiques.

## Bildung und Fundorte

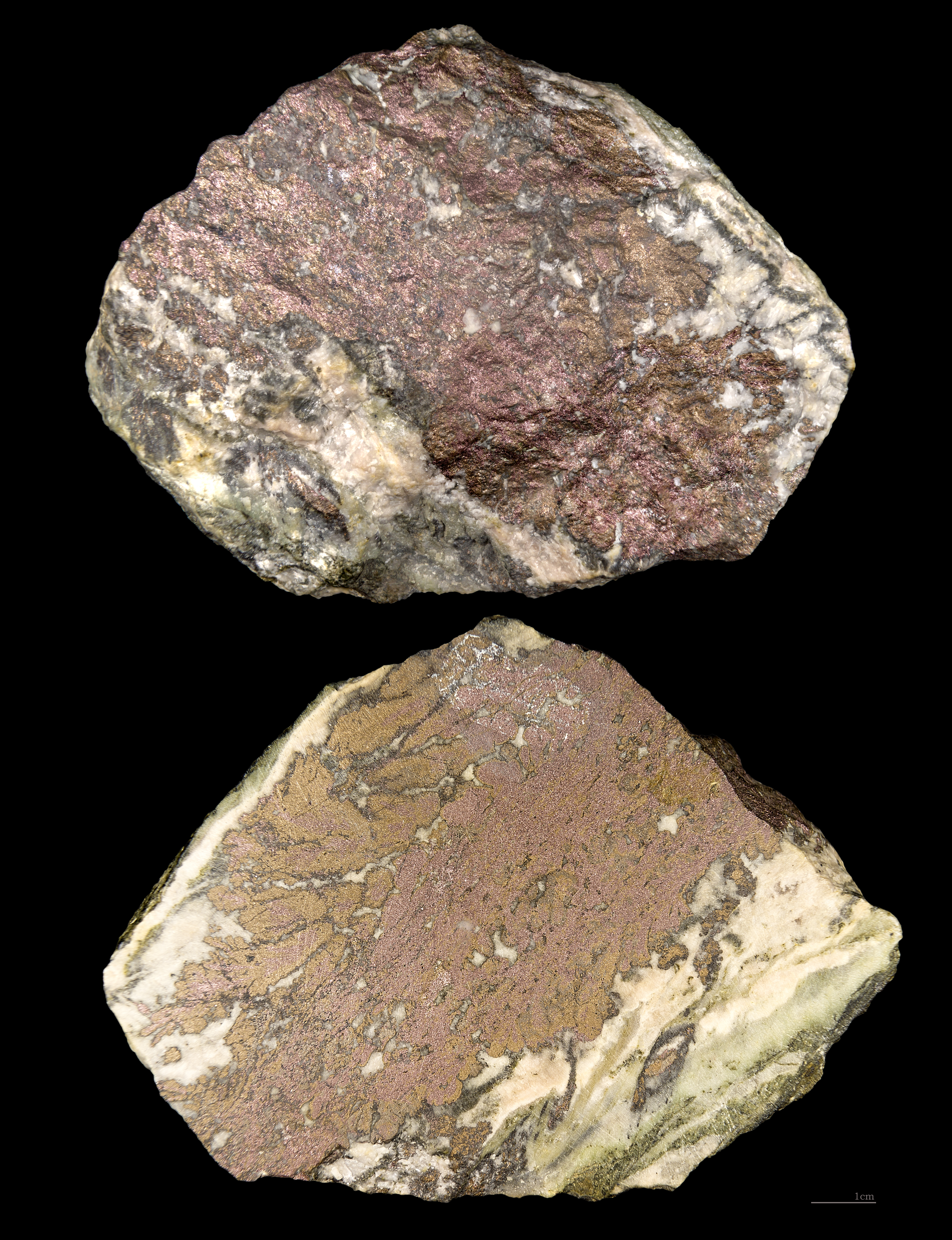
Breithauptit. Fundort: Cobalt-Gowganda, Ontario/Kanada. Bildgröße: 8 × 6 cm

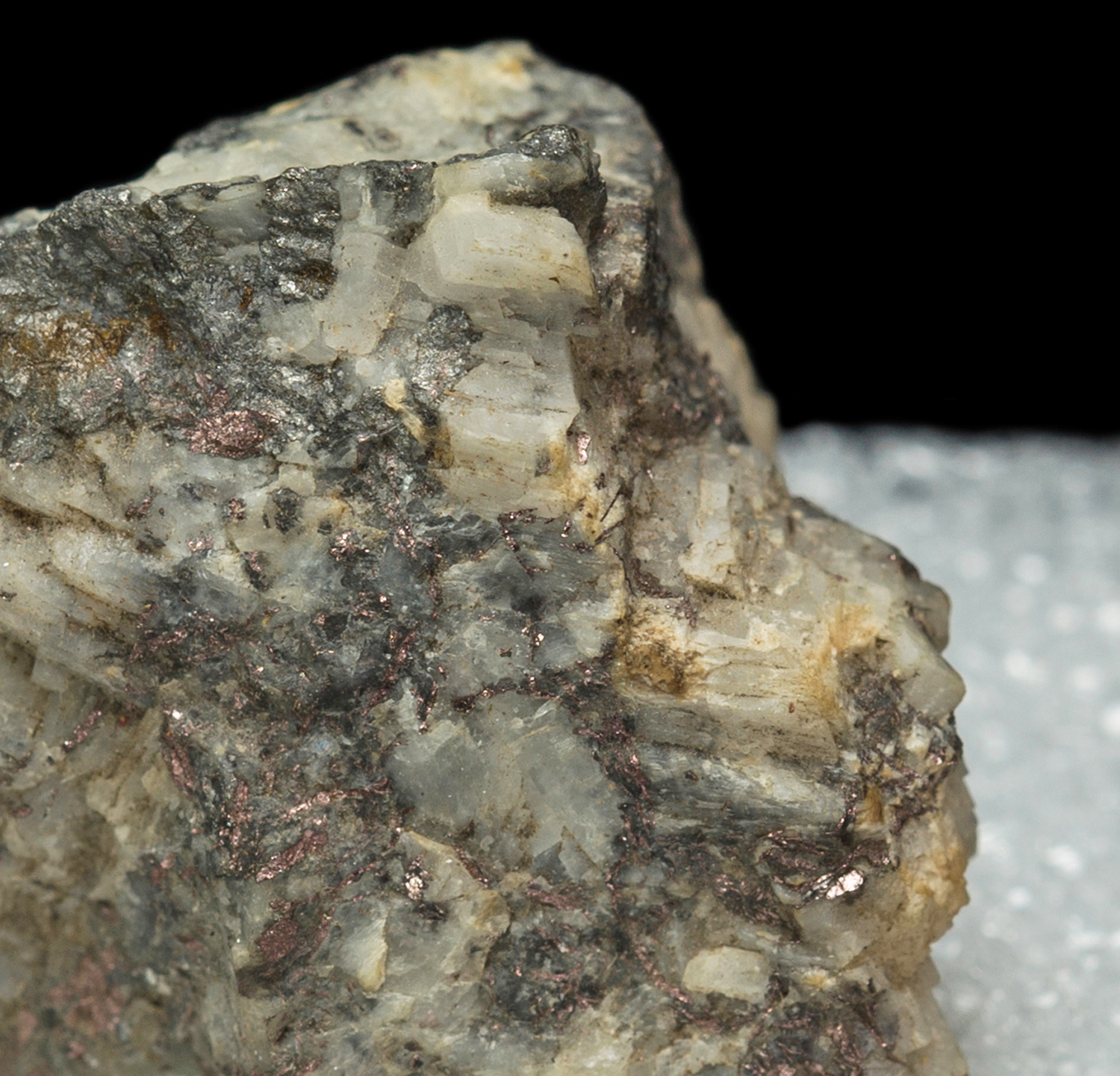
Breithauptit (kupferfarbig), Skutterudit (grau) und Calcit (weiß) aus der Typlokalität Sankt Andreasberg, Goslar, Niedersachsen. Gesamtgröße: 3,1 cm × 2,6 cm × 2,3 cm

Breithauptit bildet sich aus hydrothermalen Lösungen in Gang-Lagerstätten, speziell in Calcitadern. Begleitminerale sind unter anderem Calcit, Chalkopyrit, Cobaltit, Cubanit, Galenit, Maucherit, Nickelin, Pyrrhotin, gediegen Silber, Sphalerit, Tetraedrit und Ullmannit.
Als eher seltene Mineralbildung kann Breithauptit an verschiedenen Fundorten zum Teil zwar reichlich vorhanden sein, insgesamt ist er aber wenig verbreitet. Bisher sind rund 190 Fundorte dokumentiert (Stand 2020). Außer an seiner Typlokalität, dem Bergbaurevier Sankt Andreasberg als historischer Fundstätte sowie im ebenfalls zur Gemeinde Braunlage gehörenden Revier Steinfeld in Niedersachsen, trat das Mineral in Deutschland unter anderem noch in der Grube Tannenboden bei Wieden und der Grube Wenzel bei Oberwolfach in Baden-Württemberg; bei Ramsbeck, in der Grube Ostwig bei Nuttlar und der Eisenerzgrube Storch & Schöneberg bei Gosenbach in Nordrhein-Westfalen; bei Imsbach (Grube Reich Geschiebe), Bad Ems (Grube Merkur) und Obermoschel (Grube Carolina) sowie bei Freiberg, Schönbrunn bei Oelsnitz/Vogtl. und Tirpersdorf in Sachsen auf.
In Österreich fand sich Breithauptit bisher bei Schwemmberg (nahe Radstadt) in Salzburg sowie bei Kirchdorf in der Gemeinde Pernegg an der Mur, Kraubath an der Mur, an der Zinkwand bei Schladming im Obertalbachtal und bei Arzberg in der Steiermark.
Bekannt aufgrund außergewöhnlicher Breithauptitfunde sind zudem die Cobalterz-Lagerstätten bei Cobalt-Gowganda im Verwaltungsbezirk Timiskaming District in der kanadischen Provinz Ontario und Vlakfontein in der südafrikanischen Provinz Transvaal, wo Verwachsungen von Breithauptit mit Pyrrhotin (Magnetkies) und Pentlandit gefunden wurden. Des Weiteren gehören auch Claï bei Saint-Étienne-de-Tinée im französischen Département Alpes-Maritimes und die Montoliu Minen in der katalanischen Gemeinde Naut Aran in Spanien zu den bekannteren Fundorten.
Weitere Fundorte liegen unter anderem in Argentinien, Australien, Finnland, Grönland, Indien, Irland, Italien, Japan, Kanada, Norwegen, Russland, Schweden, Slowakei, Spanien, Tansania, Tschechien, Usbekistan, im Vereinigten Königreich (Großbritannien) und den Vereinigten Staaten von Amerika (USA).
Gelegentlich entsteht Breithauptit auch synthetisch als Hüttenprodukt.

## Verwendung

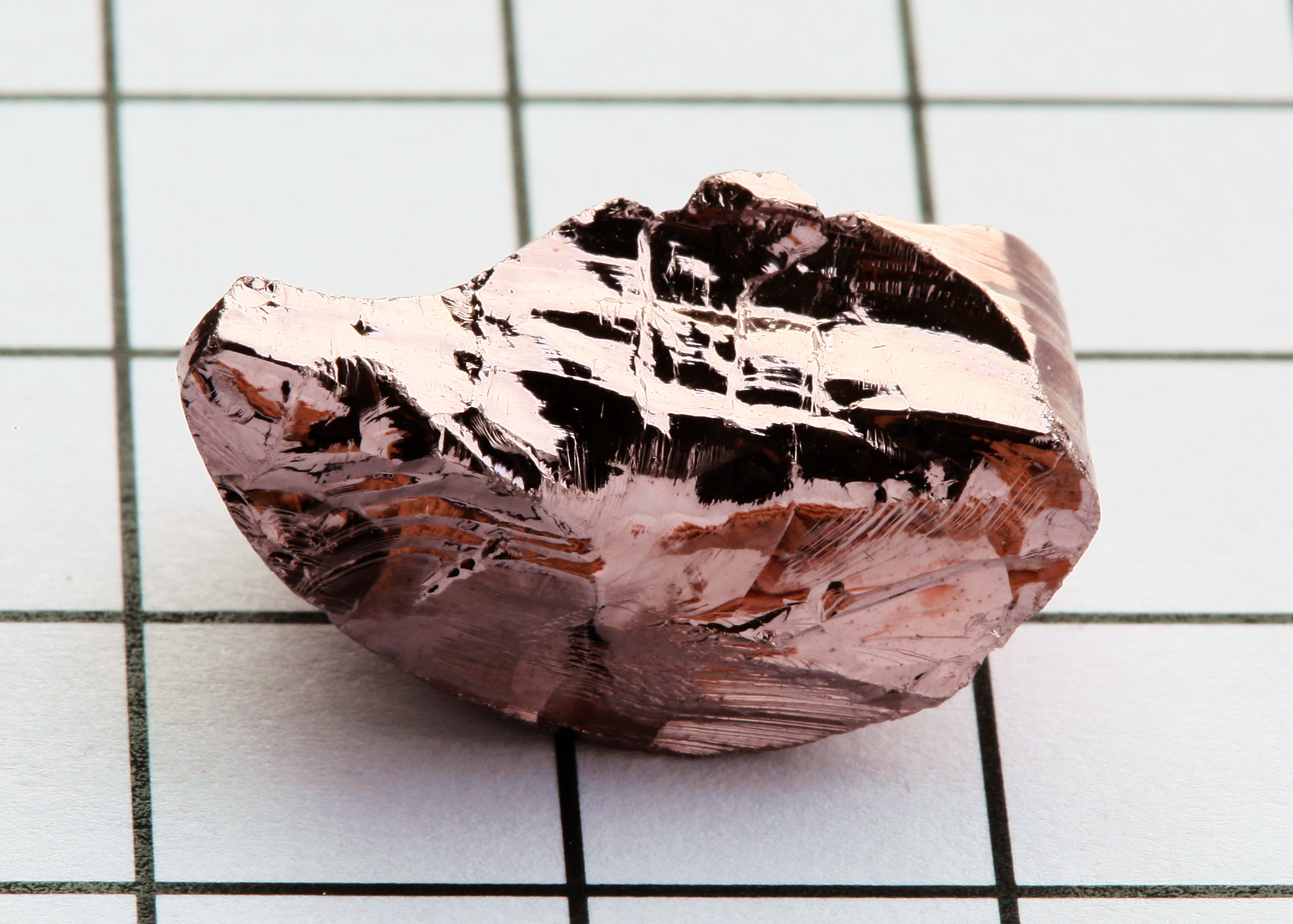
Stück hochreines Nickelantimonid

Anwendung findet Nickelantimonid als Werkstoff in magnetischen Feldplatten wo es zwischen magnetisch empfindlichen Schichten aus Indiumantimonid (InSb) eingebracht wird. Magnetische Feldplatten ändern in Abhängigkeit von der magnetischen Flussdichte ihren elektrischen Widerstand und dienen als Sensor für Magnetfelder.